# Ndubuisi Egbo
Ndubuisi Emmanuel Egbo (né le 25 juillet 1973 à Aba au Nigeria) est un joueur de football international nigérian, qui évoluait au poste de gardien de but, avant de devenir entraîneur.

## Biographie

### Carrière de joueur

#### Carrière en sélection
Avec l'équipe du Nigeria, il joue 5 matchs (pour aucun but inscrit) entre 1999 et 2001. 
Il figure dans le groupe des sélectionnés lors des Coupes d'Afrique des nations de 2000 et de 2002. Son équipe atteint la finale de cette compétition en 2000, en étant battu par le Cameroun.
Il joue également deux matchs comptant pour les tours préliminaires de la coupe du monde 2002.

## Palmarès
| Julius Berger - Coupe du Nigeria (1) : - Vainqueur : 1996. |  | Nigeria - Coupe d'Afrique des nations : - Finaliste : 2000 - Troisième : 2002 |